# Oscar Benton
Ferdinand van Eis (Haarlem, 3 de febrero de 1949–IJmuiden, 8 de noviembre de 2020), más conocido por su nombre artístico Oscar Benton, fue un cantante neerlandés, reconocido por haber fundado la agrupación Oscar Benton Blues Band en 1967 y por su posterior carrera como solista. La agrupación ganó popularidad en 1968 luego de su presentación en el festival de jazz de Loosdrecht.
Benton falleció el 8 de noviembre de 2020 en IJmuiden.

## Discografía

### Álbumes
| Año  | Título               | Discográfica   |
| ---- | -------------------- | -------------- |
| 1981 | Bensonhurst Blues    | Pathé Records  |
| 1983 | My Kind Of Blues     | Polydor        |
| 1984 | If You Go Away       | Folegandros    |
| 1994 | Best Part Of My Life | SilenZ Records |
| 2018 | I Am Back            |                |

### Sencillos
| Año  | Título                           | Discográfica              |
| ---- | -------------------------------- | ------------------------- |
| 1972 | Everybody Is Telling Me          | Imperial                  |
| 1972 | All I Ever Need Is You           | Imperial                  |
| 1973 | Bensonhurst Blues                | Pathé                     |
| 1981 | Bensonhurst Blues                | EMI                       |
| 1982 | I Believe In Love                | Bleu Blanc Rouge, Carrere |
| 1983 | Not The Same Dreams Anymore      | Biram                     |
| 1983 | Not The Same Dreams Anymore      | Bleu Blanc Rouge          |
| 1983 | Woolly Boolly Boogie             | EMI                       |
| 1984 | If You Go Away (Ne Me Quite Pas) | Bleu Blanc Rouge          |
| 1986 | Ooh What A Night!                | Biram                     |
| 1996 | Ze Is Zoals Jij                  | Columbia                  |